# Луговое (Васильевский район)
Луговое (укр. Лугове) — село,
Луговский сельский совет,
Васильевский район,
Запорожская область,
Украина.
Код КОАТУУ — 2320983201. Население по переписи 2001 года составляло 492 человека.
Является административным центром Луговского сельского совета, в который не входят другие населённые пункты.

## Географическое положение
Село Луговое находится в балке Криничеватая, по которой протекает пересыхающий ручей, на расстоянии в 4 км от Каховского водохранилища.
Через село проходит автомобильная дорога Т-0812.

## История
- 1900 (по другим данным — 1898 год) — дата основания.

## Объекты социальной сферы
- Школа I—II ст.
- Детский сад.
- Фельдшерско-акушерский пункт.

## Достопримечательности
- Братская могила советских воинов.